# Santa Maria a Mare
Santa Maria a Mare è uno degli appellativi con cui la Chiesa cattolica venera Maria, la madre di Gesù. Il nome deriva dal fatto che la statua raffigurante Maria e il Bambino Gesù, come narrato da diverse e antiche leggende, sia stata ripescata dal mare da dei pescatori o ritrovata alla deriva su una spiaggia.

## La leggenda
Nei primi anni del 1200 (1204?) una nave proveniente dall'Oriente, nell'attraversare le acque del antistanti Maiori, fu sorpresa da una furiosa tempesta. I marinai, per evitare il naufragio, pensarono di alleggerire il carico della nave, gettando in mare parte della merce e alcune balle di cotone. Dopo qualche giorno, alcuni pescatori maioresi rinvennero nella rete tirata a riva alcune di quelle balle gettate a mare dalla nave di passaggio. Le aprirono per vedere cosa contenessero e con loro grande stupore e meraviglia, in una di esse, trovarono una bellissima Statua in legno della Vergine, intatta. Per cui la tradizione, vuole che siano questi a portare a spalla in processione la statua.
Santa Maria di Castellabate condivide il culto di Santa Maria a Mare, grazie probabilmente ai tanti emigranti della costiera amalfitana giunti a Castellabate con l'emigrazione del XVIII secolo a causa della peste che colpì duramente il salernitano.

## La celebrazione
Il giorno in cui viene festeggiata Santa Maria a Mare è il 15 agosto, che coincide con l'Assunzione di Maria.
È la patrona del comune di Maiori (Salerno) e di Santa Maria di Castellabate, frazione marina di Castellabate (Salerno).

### Festeggiamenti a Maiori

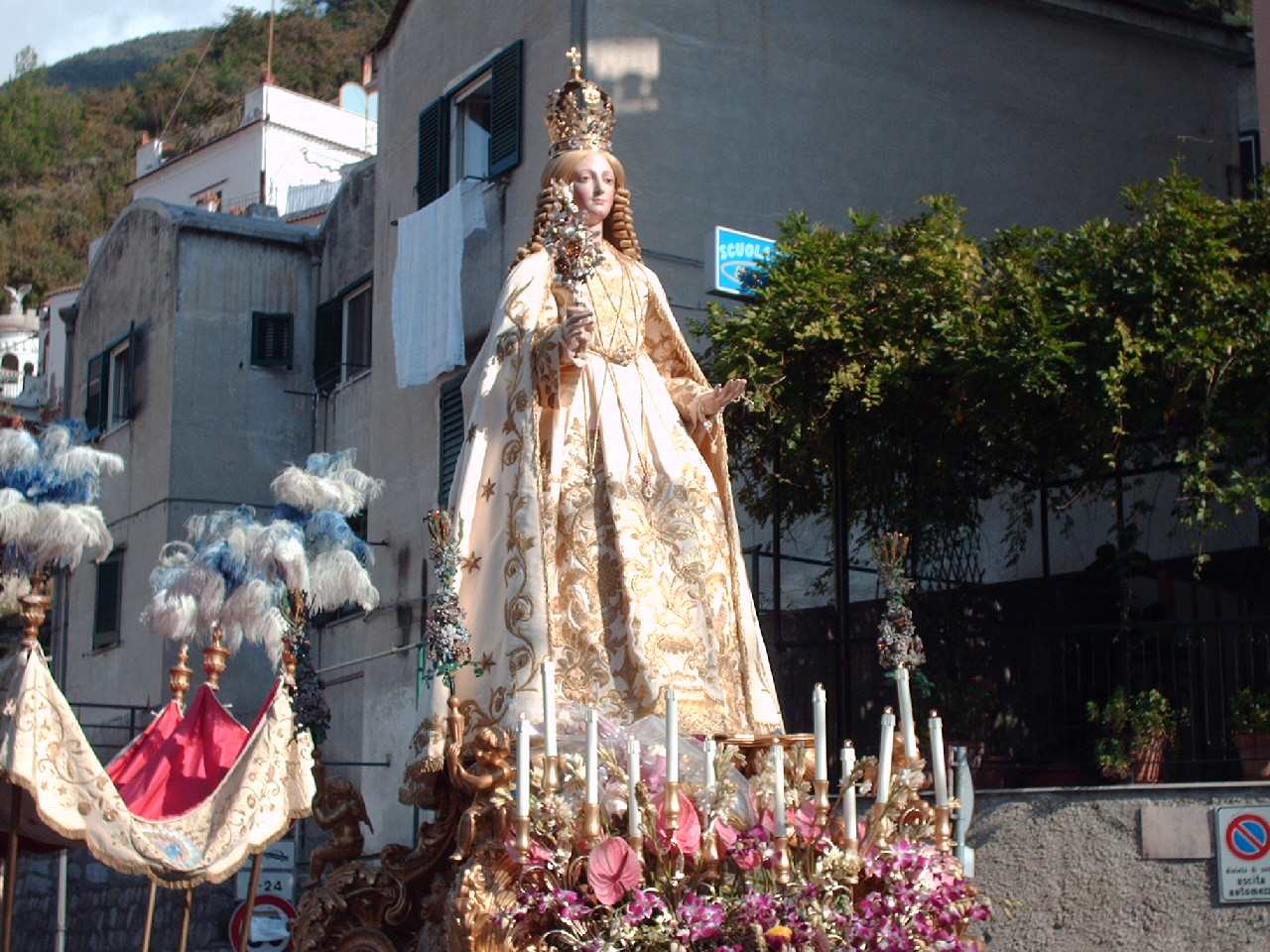
Processione di Santa Maria a Mare nel comune di Maiori.

La festa patronale in onore di Santa Maria a Mare rappresenta la principale festività di Maiori. Quella del ferragosto non è l'unico giorno in cui viene celebrata la santa protettrice. La terza domenica di novembre, infatti, è un'altra ricorrenza in cui si celebra la statuina raffigurante la madre di Gesù, ricordata dai Maioresi come "La Madonna di notte", poiché la prima messa è celebrata alle prime luci dell'alba, quando gli abitanti della cittadina sono svegliati dallo sparo di mortaretti e dalla banda, che gira per le vie cittadine intonando una pastorale natalizia. Sia le processioni di novembre che quelle di Ferragosto si concludono entrambe con la cosiddetta e caratteristica "corsa della Madonna": la statua della Vergine viene portata di corsa lungo i 127 gradini della scalinata che separa la piazza D'Amato dalla Collegiata. Questo antico rito raffigura simbolicamente l'assunzione di Maria in anima e corpo in cielo.

### Festeggiamenti a Santa Maria di Castellabate

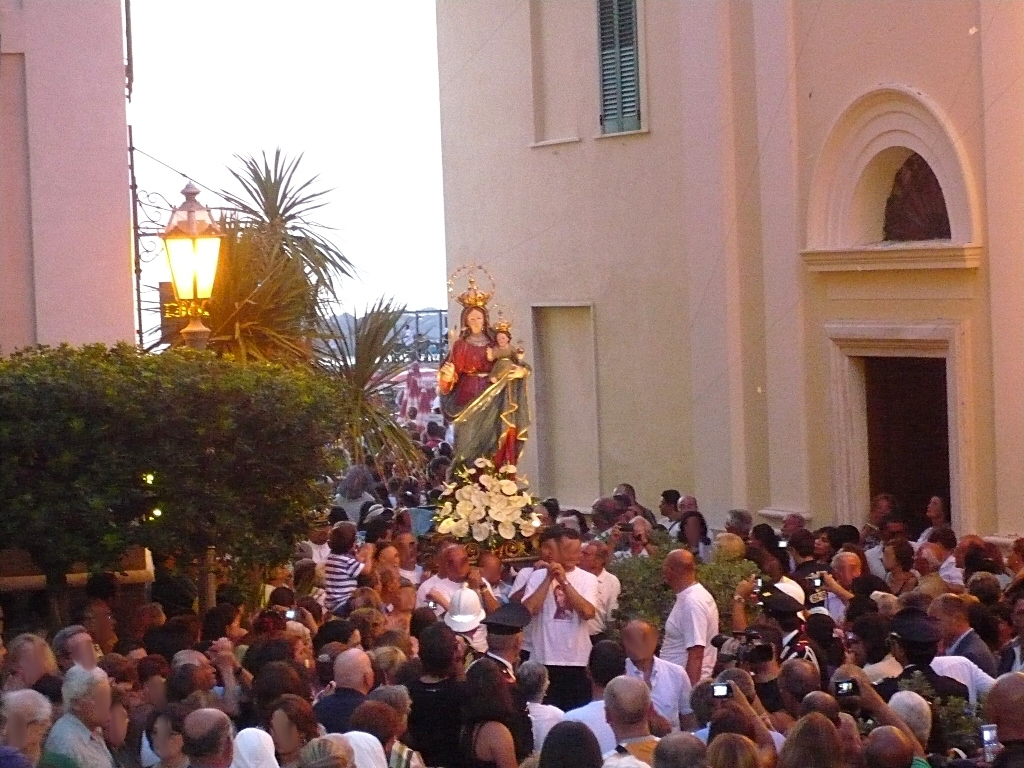
Processione di Santa Maria a Mare nel comune di Santa Maria di Castellabate.

La festa di Santa Maria a Mare, celebrata nella frazione di S.Maria come a Maiori il 15 agosto, vede ogni anno la presenza di diverse migliaia di fedeli. La festa si caratterizza per l'uscita della Madonna dal Santuario con il suo saluto rivolto al mare e la processione per le vie del paese lungo la costa, dove le imbarcazioni di pesca tutte schierate al largo danno vita tutte simultaneamente ad uno spettacolo di fuochi pirotecnici. Caratteristico è lo spettacolo finale dei fuochi artificiali di mezzanotte sulle acque di Marina Piccola.
Il 13 agosto è organizzata come da tradizione la fiera, mentre il 14 si svolge da oltre un secolo l'antica prova di abilità della “Stuzza”, che consiste nel recuperare delle bandiere (tre) poste all'estremità di un palo insaponato ed eretto orizzontalmente sulle acque di Marina Piccola. Gli abitanti della frazione il 15 di agosto non frequentano le spiagge per tradizione e per rispetto della Vergine Maria.
Nel 2017 è stato finito il restauro nella badia di Cava De' Tirreni della statua di Santa Maria a Mare della città di Santa Maria di Castellabate e riportata nell'omonima chiesa.

## Chiese e santuari
Sono quattro gli edifici religiosi dedicati a Santa Maria a Mare, in Italia:
- la Collegiata di Santa Maria a Mare sita sul monte Torina a Maiori che prende il suo nome dalla Statua trovata sulla spiaggia di Maiori nel 1204. La chiesa che originariamente era dedicata a S. Michele Arcangelo è di origine antichissima e fu oggetto di vari interventi di restauro e di ampliamento, in particolare negli anni 1529, 1748 e 1836;
- il Santuario di Santa Maria a Mare, situato a Castellabate, in particolar modo nella frazione di S. Maria nei pressi della spiaggia di Marina Piccola. La scelta di dedicare il tempio di culto a S. Maria a Mare è dovuta al fatto che a quel tempo tra la gente del posto vi erano numerose famiglie giunte da Maiori con l'emigrazione del XVIII secolo che portò molti pescatori amalfitani nel territorio di Castellabate. Questi ultimi, molto legati alle loro tradizioni ed origini, portarono con sé la devozione per Santa Maria a Mare, alla quale intitolarono anche la chiesa del loro paese natale. I lavori di edificazione terminarono nel lontano 1836, e dopo varie ristrutturazioni nel 2007 la chiesa di Santa Maria a Mare è stata elevata a santuario mariano[3].
- Abbazia di Santa Maria a Mare (benedettina, consacrata nel 1045): complesso di edifici religiosi costruiti nell'Isola di San Nicola in Puglia, chiamata anche Abbazia (- fortezza) di san Nicola. Dipendeva da Montecassino[4][5]
- Monastero Benedettino di Santa Maria del Mare (anni '50): in località Castellazzo (o Castellazzo-Strà, Monte Castellazzo, 240 metri s.l.m.), vicino Sarbia, nel comune di La Spezia[6]

## Galleria d'immagini

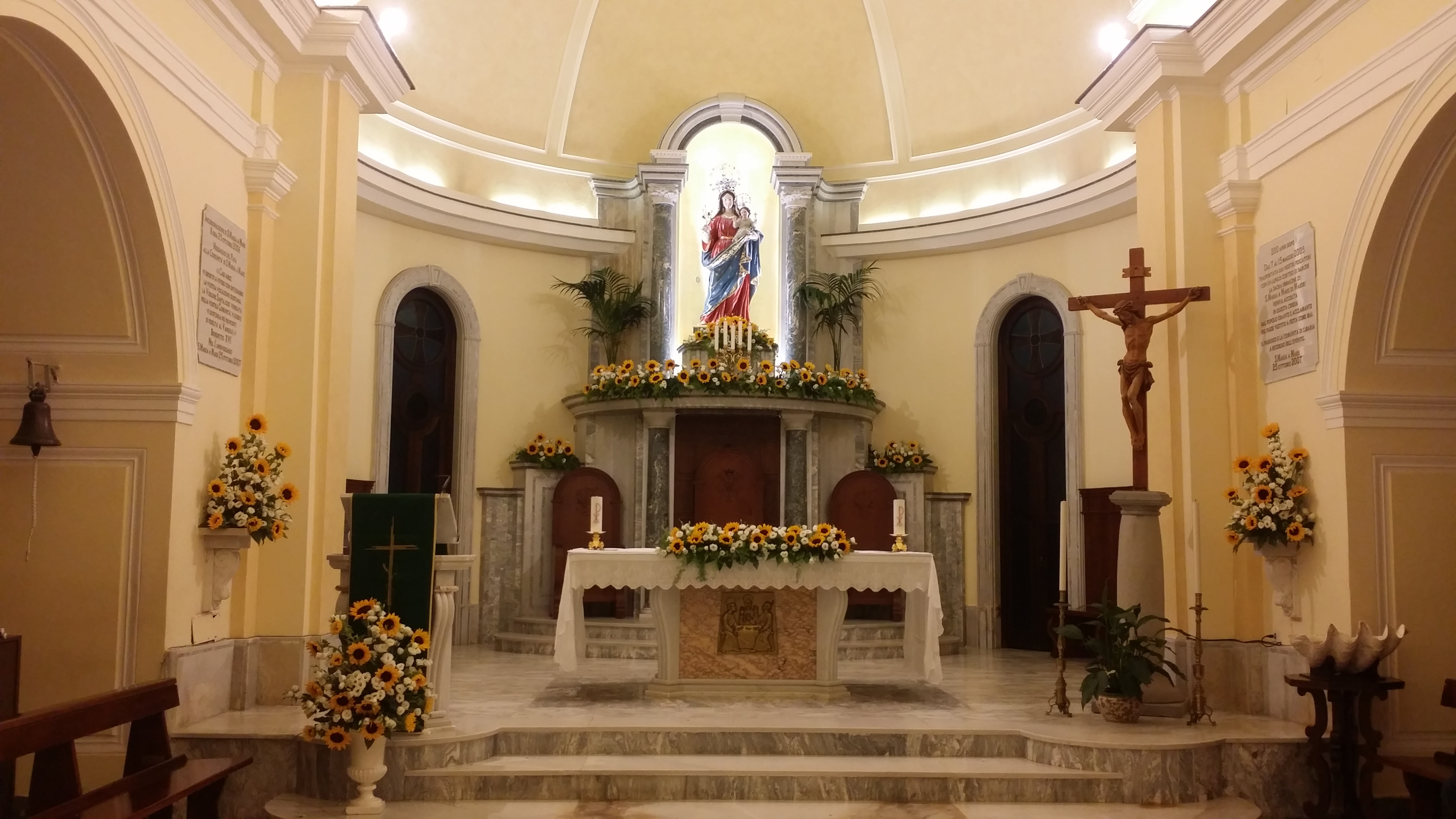
L'altare maggiore e la statua restaurata di Santa Maria a Mare nell'omonima chiesa a Santa Maria di Castellabate.
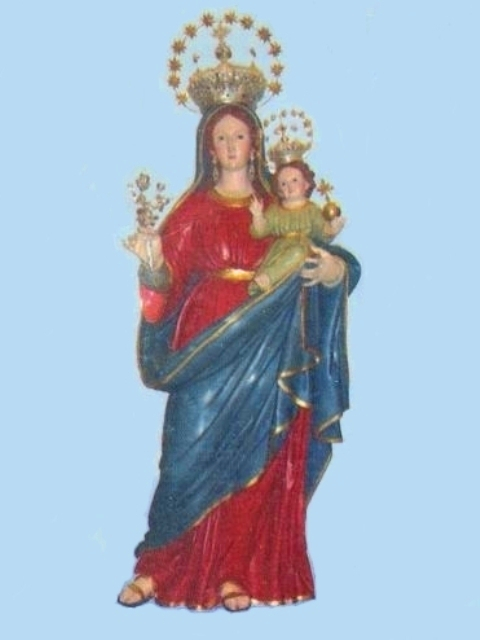
La statua di Santa Maria a Mare prima del restauro.
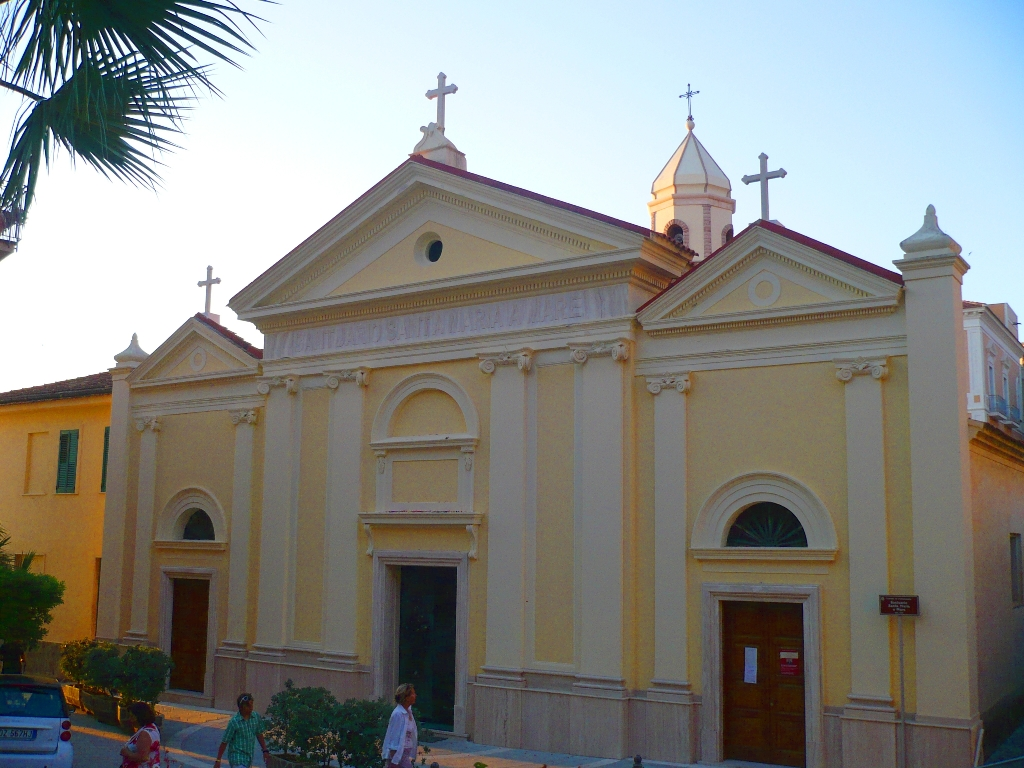
Chiesa di Santa Maria a Mare nel comune di Santa Maria di Castellabate.